# 오미드 누라프칸
오미드 누라프칸(페르시아어: امید نورافکن, Omid Noorafkan, 1997년 4월 9일 ~ )는 이란의 축구 선수로 현재 세파한 SC에서 수비형 미드필더로 뛰고 있다.

## 수상

### 클럽
에스테글랄 FC
- 페르시안 걸프 프로리그 : 준우승 (2016-17), 3위 (2015-16, 2017-18, 2018-19)
- 하즈피 컵 : 우승 (2017-18), 준우승 (2015-16)

세파한 SC
- 페르시안 걸프 프로리그 : 준우승 (2020-21)

### 국가대표팀
이란 U-20
- AFC U-20 아시안컵 : 4강 (2016)